# Международный кодекс номенклатуры водорослей, грибов и растений
Междунаро́дный ко́декс номенклату́ры во́дорослей, грибо́в и расте́ний, МКН (англ. International Code of Nomenclature of algae, fungi, and plants, ICN) — документ (свод правил и рекомендаций), регулирующий современные правила ботанической номенклатуры. До июля 2011 года документ назывался Международным кодексом ботанической номенклатуры, МКБН (International Code for Botanical Nomenclature, ICBN), а до 1950 года — Международными правилами ботанической номенклатуры (International rules for Botanical Nomenclature).
МКН регламентирует образование и применение научных названий растений, водорослей и грибов, а также некоторых других групп, в том числе так называемых грибоподобных организмов, — оомицетов, хитридиомицетов и слизевиков.
МКН независим от других кодексов биологической номенклатуры, в том числе от Международного кодекса зоологической номенклатуры.

## Цель МКН
Цель кодекса — добиться, чтобы каждая таксономическая группа имела только одно правильное название, принятое во всем мире. Ценность научного названия состоит в том, что оно представляет собой имя собственное и как таковое не подвержено изменениям (при этом оно не обязательно должно иметь описательную или диагностическую ценность).

## Ботаническая номенклатура
- Руководящим в ботанической номенклатуре является принцип приоритета. Это означает, что из нескольких названий, предложенных для данного таксона, избирается старейшее (если нет противопоказаний, оговоренных в специальных правилах). В связи с этим, встает вопрос об исходном пункте, далее которого в прошлое принцип приоритета не распространяется. МКН принимает за исходную дату 1 мая 1753 года — условную дату появления работы Карла Линнея Species plantarum (два тома этой книги, которые появились в мае и августе 1753 года соответственно, рассматриваются как опубликованные одновременно 1 мая 1753 года). Эта дата действует для большинства групп растений, однако для некоторых групп приняты более поздние даты, например, для десмидиевых водорослей — это 1 января 1848 года, условная дата публикации работы Дж. Ральфса The British Desmidiae.
- Ботаническое название закрепляется за таксоном при помощи номенклатурного типа. Для видов растений это почти всегда высушенный материал, который обычно сохраняется в гербарии. Многие коллекции типов в настоящее время представлены в интернете на сайтах гербариев в виде изображений гербарных листов, отсканированных с высоким разрешением или переснятых цифровыми фотокамерами.

Оба эти принципа действуют с определёнными ограничениями. Чтобы избегать нежелательных эффектов применения принципа приоритета, возможно консервирование названия. Для таксонов рангом выше семейства применяется очень мало правил.

## Изменения МКН
Международный кодекс ботанической номенклатуры может быть изменён только по решению номенклатурной секции Международного ботанического конгресса (МБК), который проходит раз в 6 лет.
Редакция МКБН, принятая на XVII Международном ботаническом конгрессе, который проходил в Вене с 17 по 23 июля 2005 года, была опубликована в 2006 году; эта редакция (так называемый «Венский кодекс») сменила предыдущую редакция МКБН (так называемый «Сент-Луисский кодекс» 2000 года).
Очередные изменения в МКБН были приняты на XVIII Международном ботаническом конгрессе, который прошёл с 23 по 30 июля 2011 года в Мельбурне, Австралия (Номенклатурная секция конгресса работала с 18 по 22 июля). Было принято новое название международного кодекса — International Code of Nomenclature of algae, fungi, and plants («Международный кодекс номенклатуры водорослей, грибов и растений»). Были изменены правила публикации информации о новых таксонах: с 1 января 2012 года считаются допустимыми электронные публикации; кроме того, описание нового таксона может быть теперь сделано на английском языке (до этого описание нового таксона на латинском языке было обязательным).
Последние изменения в кодекс были внесены на XIX Международного ботаническом конгрессе, который прошёл с 23 по 29 июля 2017 года в городе Шэньчжэнь провинции Гуандун Китайской Народной Республики (даты работы Номенклатурной секции конгресса — с 18 по 22 июля 2017).

## Издания
| Год | Краткое название                        | Принят                     | Библиография                                                                                         | Перевод |
| --- | --------------------------------------- | -------------------------- | --- | ------- |
| Международные правила ботанической номенклатуры (International rules of botanical nomenclature)                                   |                                         |                            | |         |
| 1906 | Венские правила (Vienna Rules)          | II МБК (Вена, 1905)        | G. Fischer, Jena, 1906. 99 p.                                                                        | +       |
| 1912 | Brussels Rules                          | III МБК (Брюссель, 1910)   | G. Fischer, Jena, 1912. VIII, 110 p.                                                                 | —       |
| 1935 | Cambridge Rules                         | V МБК (Кембридж, 1930)     | G. Fischer, Jena, 1935. XI, 152 p.                                                                   | [ 4 ]   |
| 1950 | Амстердамские правила (Amsterdam Rules) | VI МБК (Амстердам, 1935)   | Chronica Botanica, vol. 12. 1950. [65]—77 p.                                                         | +       |
| Международный кодекс ботанической номенклатуры (International code of botanical nomenclature)                                     |                                         |                            | |         |
| 1952 | Stockholm Code                          | VII МБК (Стокгольм, 1950)  | Regnum Vegetabile, vol. 3. 1952. 228 p.                                                              | [ 5 ]   |
| 1956 | Парижский кодекс (Paris Code)           | VIII МБК (Париж, 1954)     | Regnum Vegetabile, vol. 8. 1956. 338 p.                                                              | [ 6 ]   |
| 1961 | Montreal Code                           | IX МБК (Монреаль, 1959)    | Regnum Vegetabile, vol. 23. 1961. 369 p.                                                             | [ 7 ]   |
| 1966 | Edinburgh Code                          | X МБК (Эдинбург, 1964)     | Regnum Vegetabile, vol. 46. 1966. 402 p.                                                             | —       |
| 1972 | Сиэтлский кодекс (Seattle Code)         | XI МБК (Сиэтл, 1969)       | Regnum Vegetabile, vol. 82. 1972. 426 p.                                                             | +       |
| 1978 | Ленинградский кодекс (Leningrad Code)   | XII МБК (Ленинград, 1975)  | Regnum Vegetabile, vol. 97. 1978. XIV, 457 p.                                                        | +       |
| 1983 | Sydney Code                             | XIII МБК (Сидней, 1981)    | Regnum Vegetabile, vol. 111. 1983. XV, 472 p.                                                        | —       |
| 1988 | Berlin Code                             | XIV МБК (Берлин, 1987)     | Regnum Vegetabile, vol. 118. 1988. XIV, 328 p. ISBN 3-87429-278-9                                    | —       |
| 1994 | Токийский кодекс (Tokyo Code)           | XV МБК (Токио, 1993)       | Regnum Vegetabile, vol. 131. 1994. XVIII, 389 p. ISBN 3-87429-367-X                                  | +       |
| 2000 | Сент-Луисский кодекс (Saint Louis Code) | XVI МБК (Сент-Луис, 1999)  | Regnum Vegetabile, vol. 138. 2000. XVIII, 474 p. ISBN 3-904144-22-7                                  | [ 8 ]   |
| 2006 | Венский кодекс (Vienna Code)            | XVII МБК (Вена, 2005)      | Regnum Vegetabile, vol. 146. 2006. XVIII, 568 p. ISBN 3-906166-48-1                                  | [ 9 ]   |
| Международный кодекс номенклатуры водорослей, грибов и растений (International code of nomenclature for algae, fungi, and plants) |                                         |                            | |         |
| 2012 | Мельбурнский кодекс (Melbourne Code)    | XVIII МБК (Мельбурн, 2011) | Regnum Vegetabile, vol. 154. 2012. XXX, 208 p. ISBN 978-3-87429-425-6 (Приложения II—VIII, vol. 157) | —       |
| 2018 | Шэньчжэньский кодекс (Shenzhen Code)    | XIX МБК (Шэньчжэнь, 2017)  | Regnum Vegetabile, vol. 159. 2018. XXXVIII, 254 p. ISBN 978-3-946583-16-5                            | —       |

## Международная ассоциация по таксономии растений
Текущими вопросами, связанными с поддержанием таксономии растений в стабильном состоянии и установлением правил наименования ботанических таксонов, занимается Международная ассоциация по таксономии растений (англ. The International Association for Plant Taxonomy; IAPT), основанная в 1950 году. Штаб-квартиры организации располагается в Братиславе (Словакия). Официальные версии МКН печатаются в издании Regnum Vegetabile, выпускаемом этой организацией.